# 托馬索二世 (薩伏依)
托馬索二世（Tommaso II di Savoia，约1202年—1259年2月7日），是托馬索一世與妻子日內瓦的瑪格麗特之子，為皮埃蒙特勳爵（1233年—1259年）、法蘭德斯伯爵（1237年—1244年）及在兄長阿梅迪奧四世於1253年逝世後，他與侄兒波尼法喬一同成為薩伏依伯爵（1253年—1259年）。

## 生平
托馬索出生在蒙梅利揚。他開始時於洛桑的教會擔任法政牧師，在1226年成為瓦朗斯的司務長。1233年，當父親薩沃伊伯爵托馬索一世逝世時，作為小兒子的托馬索僅繼承皮埃蒙特領主，後來他將皮埃蒙特提升為伯國的地位。
1235年，當托馬索離開他的教會生涯時，他試圖將他的領地與薩沃伊伯國完全分割。他的哥哥阿梅迪奧四世與他談判，將伯國的額外土地授予托馬索，但所有土地都將保留在伯國內。此外，托馬索像他的其他兄弟一樣受到鼓勵，將他的財產擴大到薩沃伊伯國以外。
1234年，托馬索和他的兄長古列爾莫護送他們的甥女普羅旺斯的瑪格麗特參加她與法國國王路易九世的婚禮。雖然托馬索希望留在法國宮廷與她同住，但國王的母親卡斯蒂利亞的布蘭卡想要對新王后有更大的控制權，因此在這對夫婦到達巴黎之前就解散所有與她隨行人員。

## 法蘭德斯伯爵
在法國國王路易九世的敦促下，托馬索二世於1237年與拉丁帝國皇帝鮑德溫一世（法蘭德斯伯爵博杜安九世）的女兒、法蘭德斯伯爵菲蘭德的遺孀法蘭德斯及埃諾女伯爵讓娜結婚。
托馬索二世作為佛蘭德斯伯爵的忠誠在法國和英國國王之間分配。1239年，托馬索二世前往英格蘭拜訪英格蘭國王亨利三世。在那裡，他的甥女普羅旺斯的埃莉諾生下愛德華。在承認亨利三世為宗主後，托馬索二世獲得每年500馬克的津貼。托馬索二世在1240年復活節前後返回探望家人，並得到英格蘭國王亨利三世從施蒙·德孟福爾的領地割讓作為禮物。
伯爵和伯爵夫人對地方教會非常慷慨，托馬索二世經常在這些事情上聽從他妻子的意見。托馬索二世還了解新興商人階層的需求，並努力為他們提供更好的權利。這包括在達默和布魯日等主要城市授予新的特許權和重組治理。
1243年7月，撒丁尼亞國王恩佐命令托馬索二世和他的兄長阿梅迪奧四世加入圍攻韋爾切利的行動，韋爾切利最近從帝國轉幫教皇。不僅對城市的攻擊沒有成功，兄弟們還因此被絕罰。當兄弟們寫信給新任教皇英諾森四世上訴時，教皇同意他們的請求，並進一步表示，托馬索二世免於在未經教皇授權的情況下被絕罰。
讓娜於1244年去世，托馬索二世和她並沒有後代。

## 晚年
1255年，托馬索二世保護他在皮埃蒙特地區的領地不受阿斯蒂的影響。在蒙卡列里的一場戰鬥中，他被俘並關押在都靈。這兩個城市試圖迫使托馬索二世承認他們獨立於薩沃伊伯國的控制。作為回應，教皇亞歷山大四世對都靈和阿斯蒂下了禁令，英格蘭國王亨利三世監禁他王國內所有倫巴第人。法國國王路易九世在他的妻子（和托馬索二世的甥女）瑪格麗特的敦促下逮捕150名阿斯蒂商人。他的妹妹普羅旺斯伯爵夫人貝亞特麗絲在普羅旺斯伯國內也做同樣的事情。1256年，托馬索二世的兄弟皮特羅和菲利波率領一支軍隊從薩沃伊南下，並在年底前通過談判達成和解方案。和解方案是城市被承認為獨立的，儘管他們沒有實現他們最初尋求的領土獨立或經濟利益。

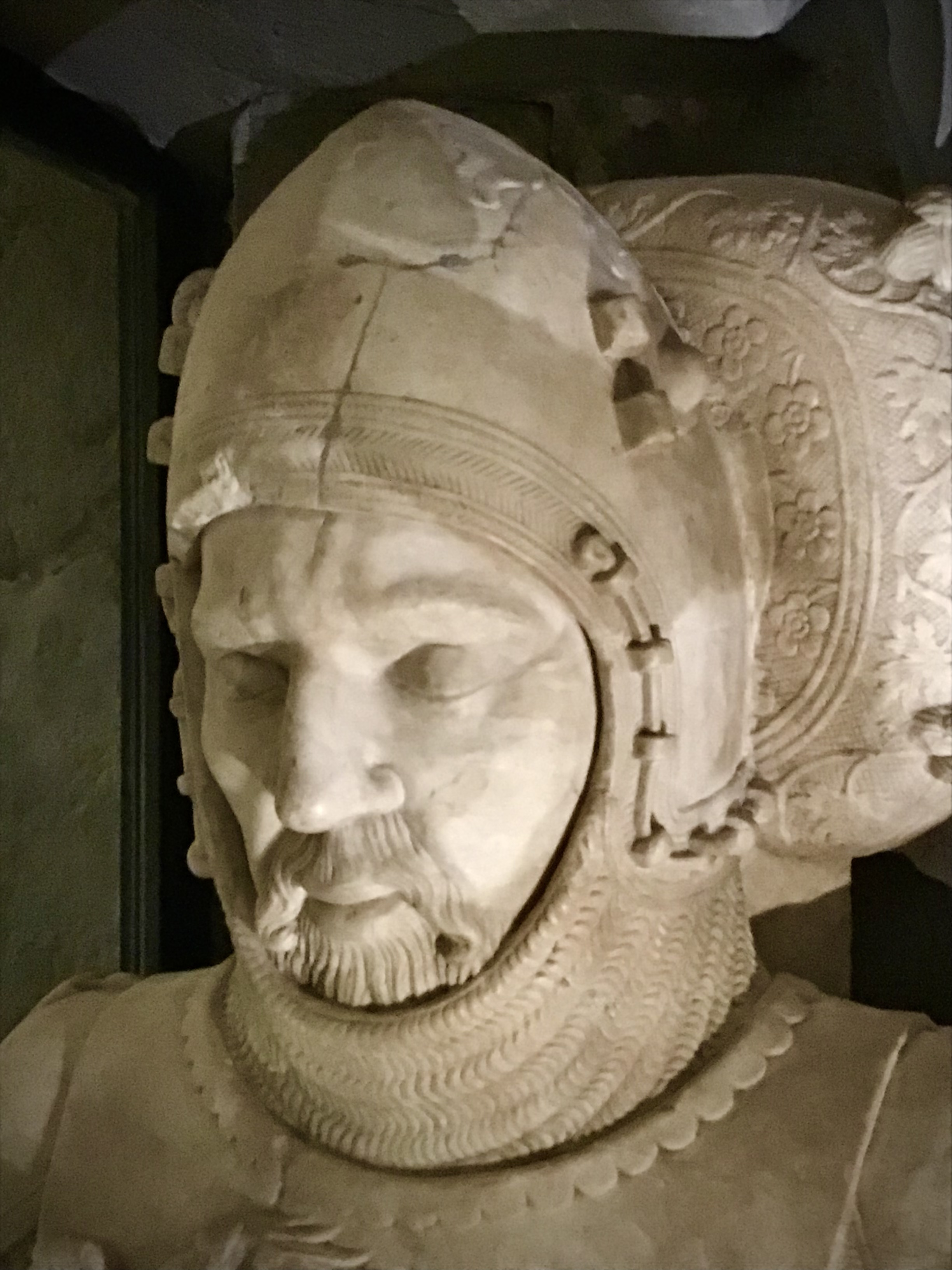
奧斯塔主教座堂的托馬索二世墓

儘管托馬索二世晚年時是阿梅迪奧四世仍然在世的弟弟中年紀最大，在侄兒波尼法喬統治的早期托馬索二世確實在國外戰鬥時擔任攝政及共治，但他從未獨立成為薩伏伊伯爵，因為他先於他的侄子波尼法喬去世，波尼法喬本人死後沒有子嗣。雖然托馬索二世留下三名兒子，但在波尼法喬逝世後，剩下的叔叔，即托馬索二世的弟弟皮特羅二世及菲利波一世先後統治薩沃伊伯國。托馬索二世的長子和繼承人托馬索三世認為這是不公平的，但是他並沒有成功地繼承薩沃伊伯國。然而，碰巧的是，托馬索二世的最後一個倖存弟弟菲利波一世讓托馬索二世次子阿梅迪奧五世成為他的繼承人，排除了長兄托馬索三世和他在家譜上更嫡系的後代脫離薩沃伊伯國繼承之列。

## 後代
1252年，托馬索二世與教皇英諾森四世的侄女比阿特麗斯·菲斯奇結婚。托馬索二世和比阿特麗斯有六個孩子：
- 托馬索（英语：Thomas III of Piedmont）[2]，托馬索二世的繼任者和薩沃伊伯國的爵位覬覦者
- 阿梅迪奧[2]，後來繼承薩沃伊伯國
- 路易（英语：Louis I of Vaud）（1250年—1302年1月10日之後）[2]，沃州男爵
- 埃莉諾（卒於1296年12月6日），已婚。於1270年嫁給博熱領主路易一世
- 瑪格麗特（Margaret，卒於1292年5月），先嫁給第七代德雲伯爵鮑德溫（英语：Baldwin de Redvers, 7th Earl of Devon）[2]，在他去世後嫁給阿吉永爵士羅伯特二世（英语：Aguillon family）
- 愛麗絲（卒於1277年8月1日）

托馬索二世還有至少三個私生子。